# Heartache Tonight
"Heartache Tonight" é uma música escrita por Don Henley, Glenn Frey, Bob Seger e J. D. Souther, gravada pela banda Eagles.
É o primeiro single do álbum The Long Run. A música foi premiada com um Grammy Awards na categoria "Best Rock Performance By A Duo Or Group With Vocal".

## Paradas
Singles
| Ano  | Single              | Parada                | Posição |
| ---- | ------------------- | --------------------- | ------- |
| 1979 | "Heartache Tonight" | Billboard Pop Singles | 1       |